# Fractonotus caelatus
Fractonotus caelatus är en djurart som tillhör fylumet trögkrypare, och som först beskrevs av Ernst Marcus 1928.  Fractonotus caelatus ingår i släktet Fractonotus och familjen Microhypsibiidae. Inga underarter finns listade i Catalogue of Life.